# Condado de Cheyenne (Nebraska)
El condado de Cheyenne (en inglés: Cheyenne County), fundado en 1867 con el nombre en honor de la tribu que lo pobló, es un condado del estado estadounidense de Nebraska. En el año 2000 tenía una población de 9.830 habitantes con una densidad de población de 3 personas por km². La sede del condado es Sidney.

## Geografía
Según la oficina del censo el condado tiene una superficie total de 3099 km² (1196,5 mi²), de los que todos son tierra.

### Condados adyacentes
- Condado de Morrill - norte
- Condado de Garden - noreste
- Condado de Deuel - este
- Condado de Sedgwick - sureste
- Condado de Logan - sur
- Condado de Kimball - oeste
- Condado de Banner - noroeste

## Demografía
Según el censo del 2000 la renta per cápita media de los habitantes del condado era de 33.438 dólares y el ingreso medio de una familia era de 41.024 dólares. En el año 2000 los hombres tenían unos ingresos anuales 30.000 dólares frente a los 20.467 dólares que percibían las mujeres. El ingreso por habitante era de 17.437 dólares y alrededor de un 10.00% de la población estaba bajo el umbral de pobreza nacional.

## Ciudades y pueblos
Las principales ciudades son:
- Dalton
- Gurley
- Lodgepole
- Potter
- Sidney